# Jenny Gilliams
Joanna Jacoba (Jenny) Gilliams (Antwerpen, 3 mei 1892 - Amsterdam, 26 november 1927) was een Nederlandse zangeres en cabaretière van Belgische origine.

## Biografie

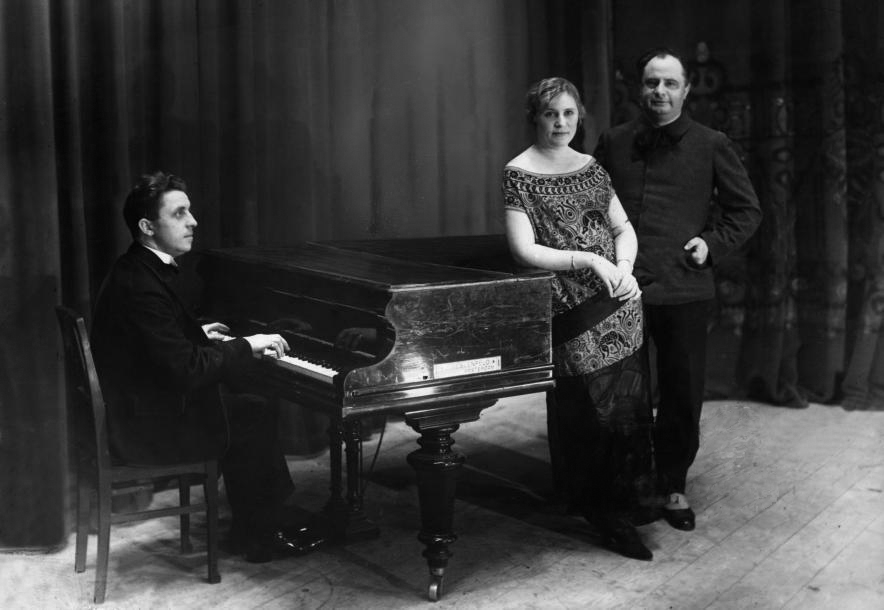
Jenny Gilliams met haar latere echtgenoot Jean-Louis Pisuisse, staande bij piano

Gilliams verdiende de kost als modiste (hoedenmaakster) en bekostigde daarmee zanglessen bij Berthe Seroen. Bij het uitbreken van de Eerste Wereldoorlog vluchtte ze met haar toenmalige man Fred Elbers naar Nederland. Het paar kwam in het Noord-Hollandse Hoorn terecht waar Gilliams ging werken als modiste. Nadat haar broer Frans met zijn vrouw Francine ook naar Hoorn kwam vormden zij met hun vieren een cabaretgezelschap en oogstten veel succes. Na de geboorte van haar zoon Freddy vertrok ze met haar gezin naar Amsterdam waar haar man als kapper ging werken en Gilliams geëngageerd werd door Max van Gelder. Na de oorlog wilde haar man terugkeren naar Antwerpen, maar Gilliams verkoos in Amsterdam te blijven. Dit leidde tot een echtscheiding.
Tijdens een optreden in een Roosendaals café bevond zich onder de toehoorders Jean-Louis Pisuisse. Pisuisse vroeg haar om deel uit te komen maken van zijn cabaretgezelschap en op 27 april 1919 trad zij daarmee voor het eerst op als zangeres en cabaretière. Met Pisuisse onderhield ze ook een liefdesrelatie en op 31 maart 1920 werd hun dochter Jeanne-Louise Wilhelmina geboren. Pisuisse was toen nog getrouwd met Fie Carelsen, die zich op 14 november 1925 van hem liet scheiden. Op 16 juli 1927 trouwde Gilliams met Pisuisse.

## Moord
Een korte affaire met Tjakko Kuiper bracht echter opnieuw onrust in de relatie. Gilliams koos uiteindelijk voor haar man, wat bij Kuiper niet in goede aarde viel. Op 26 november 1927 schoot hij op het Rembrandtplein in Amsterdam zowel het echtpaar Pisuisse als zichzelf neer. Kuiper overleed ter plekke. Pisuisse werd nog naar het politiebureau aan de Halvemaansteeg gebracht, maar stierf daar, terwijl Gilliams een uur later in het Binnengasthuis bezweek.

## Uitvaart
Op 1 december 1927 werden Pisuisse en Gilliams onder grote belangstelling overgebracht van Amsterdam naar Den Haag, en op begraafplaats Oud Eik en Duinen begraven. Door een meningsverschil tussen de families Pisuisse en Gilliams werd Jenny Gilliams op 27 maart 1928 uit het graf van Pisuisse verwijderd en in het naastgelegen graf herbegraven. Fie Carelsen, die in 1970 het eigendomsrecht van het graf van Pisuisse verwierf, nam in haar testament op dat ze in zijn graf wilde worden bijgezet. Dat gebeurde ook na haar overlijden in 1975.
- Biografisch Portaal: 68080838